# Buze
Die Buze ist ein Fluss in Frankreich, der im Département Aisne in der Region Hauts-de-France verläuft. Sie entspringt unter dem Namen Ru d’Haye im Gemeindegebiet von Courtrizy-et-Fussigny und verläuft generell in nördlicher Richtung. In ihrem Oberlauf quert sie die Autobahn A26, sowie die parallel verlaufende Bahnstrecke Reims–Laon.
 
Bei Marchais wird der Fluss zur Versorgung eines Wassergrabens verwendet, der den großen Schlosspark des Château de Marchais umgibt. Im weiteren Verlauf ändert der Fluss seine Bezeichnung auf den definitiven Namen Buze und durchquert als kanalisiertes Entwässerungsgerinne das unter Naturschutz stehende Sumpfgebiet Marais de la Souche. Nach insgesamt rund 20 Kilometern mündet die Buze im südöstlichen Gemeindegebiet von Grandlup-et-Fay, knapp an der Grenze zu den Nachbargemeinden Pierrepont und Vesles-et-Caumont als linker Nebenfluss in die Souche.

## Orte am Fluss
(Reihenfolge in Fließrichtung)
- Courtrizy-et-Fussigny
- Mauregny-en-Haye
- Coucy-lès-Eppes
- Marchais
- Liesse-Notre-Dame
- Missy-lès-Pierrepont
- Pierrepont

## Sehenswürdigkeiten
- Château de Marchais, Schlossanlage mit Ursprüngen aus dem 15. Jahrhundert, heute im Eigentum der Fürstenfamilie von Monaco.[4]
- Das Sumpfgebiet Marais de la Souche wurde unter Naturschutz gestellt und unter der Nummer FR2200390 als Natura-2000-Zone registriert.[5]